# Hwoarang
Hwoarang (cinese: 花郞 hangŭl: 화랑 Hwarang, giapponese: ファラン Faran; letteralmente "virilità nascente") è un personaggio immaginario presente nella saga di videogiochi Tekken e rivale di Jin Kazama. Arriva per la prima volta in Tekken 3 per poi riapparire nei capitoli successivi.
Il nome di Hwoarang è basato sugli Hwarang, un gruppo di giovani maschi d'élite del Silla, un antico regno coreano.

## Storia
Hwoarang è un giovane fuorilegge sud coreano a capo di una banda di sovversivi, che si avvale delle sue abilità marziali per mantenersi e talvolta, per prendere parte a delle sommosse civili. Il suo stile di lotta è il taekwondo. Molto riservato, competitivo, ribelle, spericolato e alquanto orgoglioso, in quanto accetta malvolentieri la sconfitta, alla quale cerca severamente di rimediare. I suoi hobby sono il combattimento e le moto. Ha 19 anni in Tekken 3 , mentre ne ha 21 in Tekken 4, Tekken 5 , Tekken 6 e Tekken 7.

### Tekken 3
Hwoarang, allievo di Baek Doo San, si guadagna i soldi per vivere facendo il capo di una banda organizzatrice di lotte di strada. Un giorno alcuni componenti della Mishima Corporation, tra cui Jin Kazama, parteciparono ad una di queste lotte e Hwoarang fu sconfitto da Jin. Decise allora di allenarsi per non deludere il suo maestro Baek che fu scelto da Ogre, il Dio della lotta, come sua prossima vittima. Quando il giovane scoprì ciò, decise di iscriversi a Tekken 3 per vendicare il suo maestro e per prendersi la rivincita contro Jin.
Nel suo finale, Hwoarang, dopo aver vinto il torneo, guarda il trofeo ricevuto raffigurante il volto di Heihachi e, mentre è in procinto di gettarlo in acqua, considerandolo inutile, nota che Jin, ferito, è inseguito dalla Tekken Force e si nasconde in un edificio abbandonato. Hwoarang decide di seguirlo senza farsi scorgere; una volta dentro, vedendo che il suo rivale è messo alle strette dai militari, si tira su gli occhiali, lancia il trofeo a terra per attirare l'attenzione degli avversari su di sé e li mette KO. Nel frattempo la ferita di Jin si rimargina miracolosamente e lui compie un salto altissimo che gli permette di rompere il muro e fuggire senza ringraziare chi l'ha aiutato. Hwoarang allora si rende conto di essersi battuto contro un avversario dotato di poteri sovrannaturali e di essere stato alla sua altezza salvandolo da quella situazione. Si guarda le mani e sorride soddisfatto: adesso che conosce la verità le cose si fanno interessanti. Se vuole superare e battere Jin deve diventare più potente.

### Tekken 4
Dopo il torneo fu chiamato a dar servizio militare in Corea; nonostante le sue abilità Hwoarang dava molti problemi a livello disciplinare poiché non gli interessava il servizio militare ma la lotta di strada. Quando venne a sapere dell'inizio di Tekken 4 scappò dalla base per prender parte al torneo.
Boss di Hwoarang è Jin Kazama.
Nel suo epilogo, Hwoarang incontra Jin in un garage e lo sfida a combattere; Jin rifiuta ma Hwoarang non vuole sentire ragioni ed attacca. Dopo l'incontro i due vengono interrotti dalle milizie coreane che hanno l'ordine di riportare Hwoarang in Corea. Jin, con grande sorpresa di Hwoarang, lo aiuta a difendersi ma sono costretti entrambi a rifugiarsi dietro un'auto; lì Hwoarang dice a Jin che gli avrebbe concesso la rivincita nel futuro torneo, con Jin che sorride compiaciuto. Nel frattempo i militari sparano alla macchina facendola esplodere, ma Hwoarang e Jin ormai erano fuggiti.

### Tekken 5
Durante il quarto torneo Hwoarang era stato trattenuto dalle milizie coreane agli ultimi incontri e questo gli impedì di incontrare il suo Rivale, Jin Kazama. Hwoarang venne perdonato dall'ambasciatore per la diserzione e in più ricevette una lettera che diceva al giovane che dopo altri due mesi il servizio militare sarebbe terminato. Quando Hwoarang seppe dell'inizio di Tekken 5 decise di prenderne parte per sconfiggere Jin una volta per tutte.
Sub-boss di Hwoarang sono Baek Doo San e Jin Kazama. Hwoarang è sub-boss di stage 4 di Jin Kazama e di stage 7 di Baek Doo San.
Nel suo finale, Hwoarang si trova in moto sull'autostrada e dice (da solo) "bastardo" pensando a Jin, ma qualcosa attira la sua attenzione e con i fari della moto illumina Devil Jin il quale distrugge la moto del rivale facendola saltare in aria. Hwoarang si rialza da terra dolorante e sorridendo, sfida Devil Jin a combattere.

### Tekken 6
Durante il quinto torneo, Hwoarang affronta Jin e riesce inizialmente a sconfiggerlo, ma poi il suo avversario si trasforma nella sua versione demoniaca e lo colpisce duramente, rendendolo incapace di combattere. Dopo un lungo periodo in ospedale, il ragazzo torna a farsi allenare da Baek e, venuto a sapere del sesto torneo del pugno d'acciaio, decide di iscrivervisi per battere Jin una volta per tutte.
Sub-boss di Hwoarang sono Steve Fox e Baek Doo San.
Nel suo epilogo, Hwoarang sconfigge Azazel e ne estrae quello che sembra essere il suo cuore, una sfera nera circondata da una mistica aura viola. Il giovane raccoglie la sfera, ma non appena la tocca si attiva trasformando Hwoarang in demone, proprio come Jin. La trasformazione è quasi completa e la pelle di Hwoarang diventa viola. Ma prima che il demone si impossessi completamente di lui, Hwoarang lotta contro sé stesso, ricordando la trasformazione in demone di Jin e decidendo di non voler essere come lui. Dunque lancia la sfera a terra, e la trasformazione in demone viene annullata, riportandolo alla forma umana. Hwoarang spacca la sfera con un calcio e se ne va.

### Tekken7
Hwoarang appare in Tekken 7 , essendo uno dei diciotto personaggi inizialmente disponibili nel gioco. In entrambi i finali (il suo e di Jin Kazama / Devil Jin) si scopre che Hwoarang ha perso l'occhio destro dopo aver salvato Devil Jin da una granata lanciata da alcuni soldati delle Nazioni Unite che stavano inseguendo Devil Jin.

## Altre apparizioni e altri media
Hwoarang appare anche in Tekken Card Challenge , Tekken Tag Tournament , Tekken Advance , Tekken 3D: Prime Edition , Tekken Tag Tournament 2 e Tekken Revolution . Appare nel picchiaduro crossover realizzato da Capcom Street Fighter X Tekken , con Steve Fox come suo partner ufficiale.

### In altri media
Hwoarang appare in tre fumetti di Tekken , Tekken Saga (1997) (numero inedito), Tekken: Tatakai no Kanatani (2000) e Tekken Forever (2003). Hwoarang appare nella sequenza di apertura di Tekken - The Animation, insieme ad altri personaggi della serie . Un dossier su Hwoarang viene visto brevemente nel film CGI Tekken: Blood Vengeance quando Anna Williams apre un file contenente dossier su varie persone di interesse.

## Design del personaggio
Hwoarang è un giovane coreano con i capelli arancioni. Il suo costume da Giocatore 1 di solito consiste in un dobok da taekwondo bianco a maniche lunghe con una striscia lungo le cuciture, con pantaloni e bandana abbinati e una cintura nera. La cintura del dobok standard di Hwoarang indica che è un 2 °dan secondo gli standard dell'I.T.F. . Indossa anche guanti blu e cuscinetti blu che espongono i talloni e le dita dei piedi. In Tekken 3 il suo nome è stampato sul retro della maglia , mentre nei capitoli successivi della serie viene mostrata la bandiera coreana. Il suo costume originale da giocatore 2 consisteva in una canotta grigia, con jeans verdi e ghette nere, guanti senza dita, una cintura di pelle nera e stivali da cowboy completi di speroni. Indossa anche occhiali da motociclista che vengono spinti verso l'alto. Da Tekken 5 in poi, questo aspetto viene aggiornato quasi a ogni gioco. In Tekken 4, invece di un completo da motociclista, indossa un'uniforme militare. Tutti i suoi abiti tranne la sua uniforme militare sembrano presentare un emblema di falco rosso che è in riferimento al soprannome di Hwoarang , Blood Talon. 
Il suo outfit in Tekken 7 è composto da una maglietta bianca casual e jeans strappati. A seguito di una granata esplosa durante un incontro con Jin , ora ha una benda sull'occhio destro e i suoi capelli sono neri con una striscia arancione.